# 2-метил-2-бутанол
2-метил-2-бутанол — бесцветная жидкость с формулой(C5H12O).

## Использование
Он используется для приготовления специй, пластификаторов, цветных плёночных соединений, флотационных агентов, растворителей и т. Д. Он также используется в качестве добавки к нефтепродуктам, таким как гидравлическое масло и смазочное масло.

## Опасность
Передозировка вызывает симптомы, похожие на передозировку алкоголем

## Метаболизм
У крыс 2-метил-2-бутанол превращается в 2-метил-2,3-бутандиол посредством метаболического глюкуронидирования. То же самое может происходить у людей, хотя более старые источники предполагают, что 2-метил-2-бутанол выделяется с организмом человека практически без изменений.
Использование 2-метил-2-бутанол не может быть обнаружено стандартными тестами на использование этанола или других интоксикантов. Однако использование 2-метил-2-бутанола по меньшей мере два дня назад может быть обнаружено в образце крови или мочи с помощью комбинации газового хроматографа и масс-спектрометра.
2-метил-2-бутанол представляет собой третичный спирт, поэтому, по крайней мере, его OH- группа нелегко окисляется до альдегида или карбоновой кислоты.